# Scorte di sicurezza
Le scorte di sicurezza sono il livello minimo di scorte che devono essere sempre presenti nella gestione di un magazzino.
Le motivazioni che portano alla costituzione delle scorte di sicurezza (SS) sono:
- prevenire ritardi sulla fornitura
- rispondere reattivamente ad aumenti della domanda
- prevenire inefficienze dovute a previsioni di vendita errate
- prevenire a mancate produzioni dovute a rotture dei macchinari

Tutte queste problematiche portano ad una perdita di livello di servizio verso il cliente, inteso come ritardi sulla fornitura o poca reattività alle richieste. Grazie alle scorte di sicurezza si cerca di porre una tolleranza al verificarsi di questi problemi. Lo svantaggio è che ci si troverà con un numero maggiore di scorte, e quindi di capitale immobilizzato e con una maggiore superficie di magazzino occupata.

## Calcolo del livello minimo
Generalmente le scorte di sicurezza si calcolano mediante questa formula:
{\displaystyle SS=Z\cdot {\sqrt {LeadTime}}\cdot \sigma }
dove:
- Z è il livello di servizio
- il lead time è quello di fornitura
- σ; è la deviazione standard della serie storica della domanda.